# Geisenfeld
Geisenfeld (pronunciación en alemán: /ˈɡaɪ̯zn̩ˌfɛlt/ⓘ) es un pueblo del distrito de Pfaffenhofen, en Baviera, Alemania. El pueblo creció alrededor de la Abadía de Geisenfeld, un convento fundado en 1037.

## Geografía

### Ubicación
Geisenfeld se encuentra en Hallertau, importante comarca para el cultivo de lúpulo,  junto al río Ilm, a unos 20 km de la ciudad de Ingolstadt.
Otras distancias: 

Múnich: 70 km 

Ratisbona: 65 km 

Núremberg: 100 km 

Augsburgo: 70 km 

### Barrios
Geisenfeld cuenta con doce barrios que anteriormente eran municipios autónomos:
- Engelbrechtsmünster
- Gaden
- Geisenfeld
- Geisenfeldwinden
- Ilmendorf
- Nötting
- Parleiten con Eichelberg, Holzleiten y Scheuerhof
- Rottenegg con Hornlohe, Moosmühle y Brunn
- Schillwitzried con Schillwitzhausen, Schafhof y Gießübel
- Untermettenbach con Obermettenbach y Ziegelstadel
- Unterpindhart con Kolmhof, Untereulenthal y Obereulenthal
- Celular con Ainau, Ritterswörth, Unterzell y Oberzell

## Personalidades

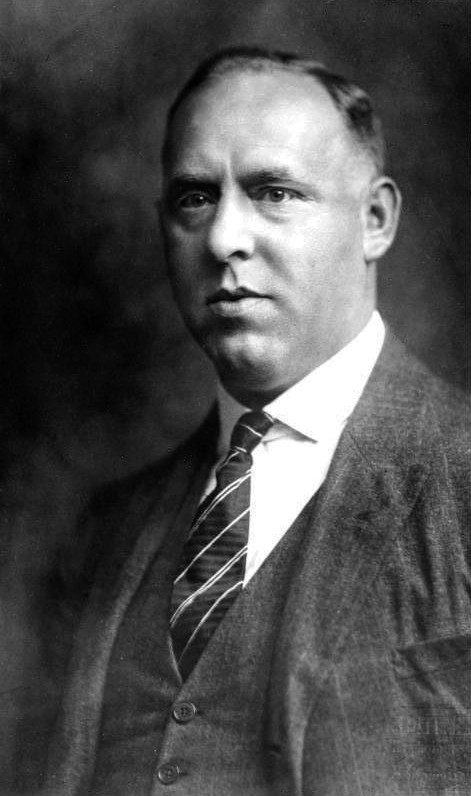
G.Strasser

- Gregor Strasser (1892-1934), político nazi, adversario de Hitler, participante en el Pusch de Múnich y asesinado en la Noche de los cuchillos largos.

- Herenäus Haid (1784-1873), Teólogo, escritor y traductor.